# Il gufo e l'usignolo

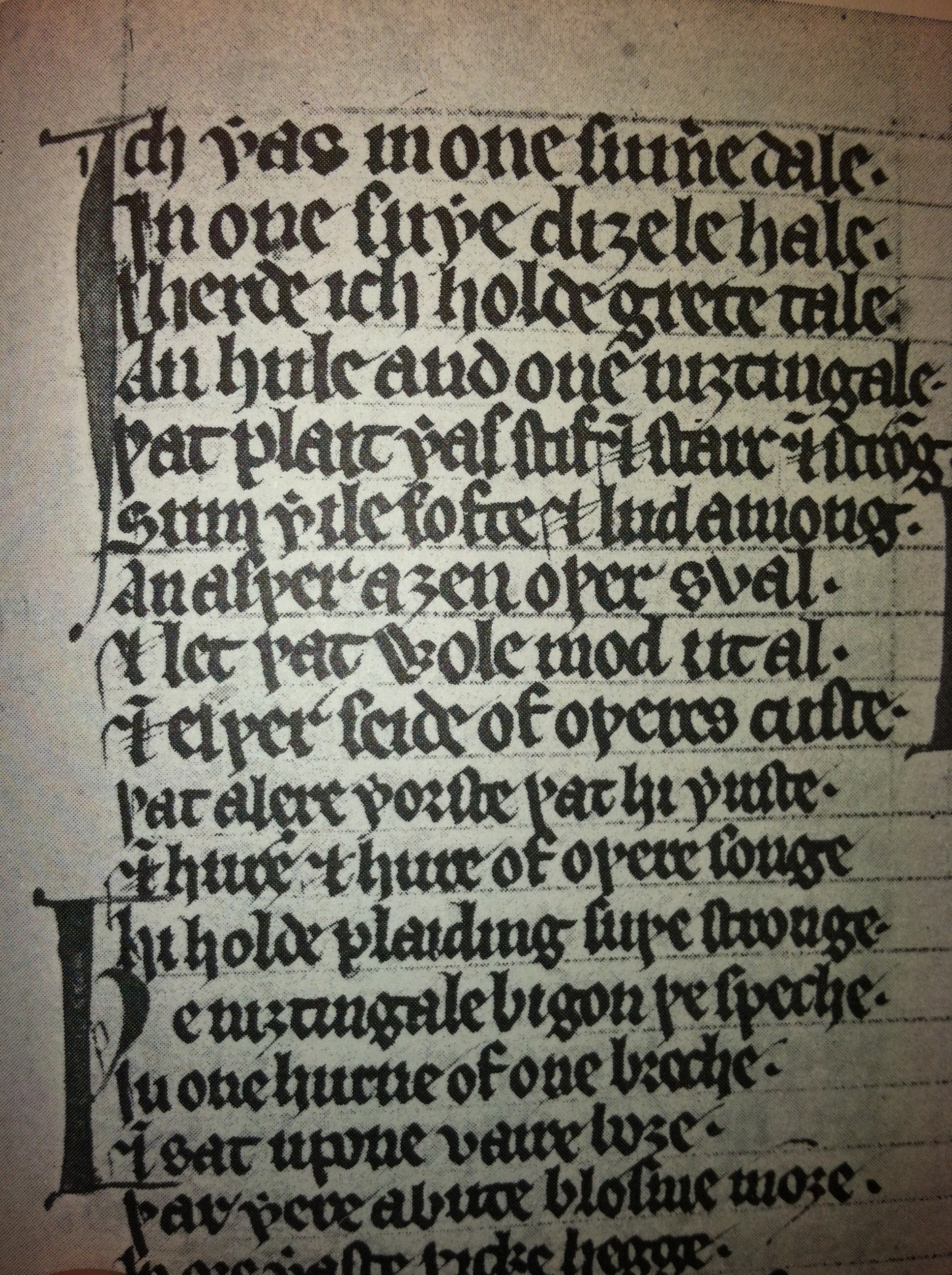
Una pagina di uno dei due manoscritti contenente il poema

Il gufo e l'usignolo (in inglese medio: Hule and the Nightingale; in inglese moderno: The Owl and the Nightingale) è il titolo di un poema, di autore ignoto, composto in inglese medio tra il XIII e il XIV secolo in Gran Bretagna.
L'opera si è rivelata di fondamentale importanza per comprendere come la lingua francese avesse influenzato la lingua inglese durante la conquista normanna del continente britannico; in particolare si è rivelata una significativa testimonianza di come l'inglese fosse ancora ampiamente diffusa come lingua poetica nonostante l'apparente dominanza del francese.

## Storia dell'opera
Le origini del poema sono ancora molto incerte e argomento di dibattiti. 
Nel testo si fa menzione più volte di un certo Nicholas di Guildford, un personaggio che non appare mai di persona nell'opera ma che formula svariati giudizi riguardo ai dialoghi tra i personaggi della storia (un gufo e un usignolo). La maggior parte degli studiosi si è mostrata concorde nell'assegnare proprio a Nicholas la paternità dell'opera. Nonostante questo, la ricercatrice Neil Cartlidge, fa notare come non vi sia nessuna prova certa che leghi il poema a questo presunto autore.
Altrettanto difficile è fornire una datazione precisa. Le uniche due copie esistenti (contenute in due manoscritti) sembrano essere state ricopiate a mano da un unico manoscritto originale andato perduto. Entrambe sono state datate tra il XIII e il XIV secolo. Nonostante questo, durante la storia, uno dei protagonisti inizia a pregare per "l'anima di re Enrico"; si pensa che questo sia un riferimento alla morte di Enrico II (1189), oppure alla morte di Enrico III (1272).
Secondo la maggior parte dei linguisti, il poema è stato composto nel Wessex, probabilmente nel Kent. Anche in questo caso, non vi sono prove certe che confermino questa teoria.

## Trama
Il poema si concentra interamente sui dialoghi dei due protagonisti, un gufo e un usignolo, che vengono ascoltati dal narratore della storia.

L'usignolo è appollaiato su di un ramo fiorito mentre il gufo è su un ramo ricoperto di edera. La discussione viene aperta dall'usignolo, che critica l'aspetto del gufo che appare "brutto e sporco". Quest'ultimo, che si dimostra essere il più saggio e paziente tra i due, chiede di proseguire il dibattito in maniera civile e ragionevole e l'usignolo gli propone di chiedere l'opinione di Nicholas di Guildford affermando che, nonostante la sua giovane età, saprà dare un giudizio oggettivo sulla questione. 
Poco dopo, l'usignolo inizia a insultare il gufo per i suoi versi fastidiosi e gli rinfaccia che la sua tendenza a rimanere sveglio durante la notte (i gufi sono animali notturni), è dovuta al non avere autocontrollo sui suoi stessi vizi. Il gufo contrabatte, affermando che i versi dell'usignolo sono noiosi ed eccessivi.
L'usignolo risponde affermando che, mentre il canto del gufo è foriero di forte tristezza, il suo porta gioia in tutti i cuori delle persone. Il gufo lo contraddice nuovamente, dichiarando che gli effetti dei suoi canti sono dovuti non alla mellifluità dei suoi versi, ma piuttosto al fatto che, gli usignoli, sono soliti cantare solo d'estate, periodo in cui l'animo degli esseri umani è ricolmo di lussuria. Inoltre il gufo inizia a osannare le abilità della sua specie, in particolare glorifica il fatto che i gufi tengano le chiese libere dai ratti. Anche l'usignolo afferma di fornire supporto alle chiese puntualizzando che il suo canto, invocando la gloria dei cieli, incoraggia i devoti a rimanere sempre fedeli al loro credo. Ma il gufo ribatte dicendo che gli esseri umani devono pentirsi dei loro peccati prima che le porte del paradiso siano per loro aperte e la sua canzone, triste e inquietante, gli fa riconsiderare le loro decisioni. Afferma inoltre che le melodie dell'usignolo possono persuadere le donne a commettere adulterio e le conduce verso la promiscuità. L'usignolo si difende, affermando che la fragilità è nella natura delle donne e che tutti i peccati commessi nel periodo in cui sono ancora nubili verranno perdonati subito dopo il matrimonio. Dichiara, inoltre, che la colpa è degli uomini, che hanno il vizio di approfittarsi della bontà delle fanciulle.
L'usignolo, con il cuore ricolmo di rabbia, afferma che il gufo è un animale utile solo dopo la sua morte, perché i pastori possono utilizzare il suo corpo come spaventapasseri. Il gufo risponde con un sorriso a questo affronto, affermando che egli è in grado di aiutare gli esseri umani anche dopo la morte. La discussione sfocia nelle minacce reciproche fino all'intromissione di uno scricciolo, che cerca di calmare gli animi dei due animali. I due decidono così di andare nel villaggio di Portesham dove vive Nicholas, a chiedere il suo giudizio sulla questione. 
Il racconto termina con i due uccelli che spiccano il volo alla ricerca dell'uomo, lasciando il giudizio finale all'immaginazione del lettore.